# Mohammad Tapar
Mohammad Tapar, pers. محمد تپر (pełne imię muzułmańskie: Abu Szodża Gijas ad-Donja wa ad-Din Mohammad-e Malekszah) (ur. w styczniu 1082; zm. w kwietniu 1118) – sułtan z dynastii Wielkich Seldżuków, panujący od roku 1105 aż do śmierci.
Tapar to jego tureckie imię i znaczy dosłownie "ten, który uzyskuje, znajduje". Był bratem Ahmada Sandżara (1118 – 1157) oraz przyrodnim bratem najstarszego syna Malekszaha (1072 – 1092), Berk-Jaruka (1092 – 1104). Kiedy Berk-Jaruk został sułtanem darował Mohammadowi w zarząd Azerbejdżan i Arran, przydzielając mu jako atabega Kutlugh-Tegina. Bardzo szybko Mohammad zabił tego ostatniego i zaczął rządzić samodzielnie. Pretensje do sułtańskiego tronu zgłosił już w roku 1097, jednak do otwartego konfliktu pomiędzy braćmi doszło dopiero w roku 1099. Korzystną dla Mohammada okolicznością było poparcie jakiego udzieliła mu większość Nezamijji, czyli stronnictwa dawnego wezyra Wielkich Seldżuków, Nezam-al-Molka. Syn Nezam-al-Molka, Moajjed-al-Molk, który porzucił Berk-Jaruka, został w roku 1099 mianowany wezyrem przez Mohammada. W roku 1100 Mohammad pokonał Berk-Jaruka w bitwie, jednak temu ostatniemu udało się odbudować swoje siły i w roku następnym pokonać armię Mohammada w pobliżu Hamadanu. Moajjed-al-Molk został ujęty i następnie osobiście stracony przez Berk-Jaruka. Mohammad zwrócił się teraz o pomoc do swojego rządzącego w Chorasanie brata Sandżara i połączenie ich dwóch armii sprawiło, że poparcie dla Berk-Jaruka zaczęło topnieć. Bitwa w regionie Ruzrawaru, do której doszło w roku 1102, po serii osobistych pojedynków zakończyła się negocjacjami, w rezultacie których Mohammad miał z tytułem maleka sprawować władzę w Azerbejdżanie, Arranie, Diyarbakirze i Al-Dżazirze, podczas gdy Berk Jaruk miał zatrzymać resztę wraz z tytułem sułtana. Mohammad jednak wypowiedział te warunki już dwa miesiące później, po czym został rozbity w czwartej bitwie z Berk Jarukiem i musiał zamknąć się w Isfahanie. Berk-Jaruk rozpoczął dziewięciomiesięczne oblężenie miasta, jednak Mohammad ostatecznie uciekł. W piątej i ostatniej bitwie Berk-Jaruka z Mohammadem, która miała miejsce w roku 1103 w pobliżu miasta Choj, ten pierwszy również zwyciężył. Berk-Jaruk był jednak już bardzo chory, a jego siły wyczerpane długimi walkami, stąd w roku 1104 zawarł pokój ze swoimi braćmi. Mohammad na jego mocy otrzymał Azerbejdżan, Arran, Diyarbakir, Al-Dżazirę i Syrię, wraz z tytułem równorzędnego w stosunku do Berk-Jaruka sułtana. Berk-Jaruk zmarł na przełomie 1104/1105 roku, pozostawiając jako następcę swojego małoletniego syna Malekszaha. W tej sytuacji Mohammad pomaszerował na Bagdad i nie napotykając oporu zajął miasto, tym samym stając się niekwestionowanym władcą całego państwa Wielkich Seldżuków, chociaż pozostawił Sandżara jako maleka rządzącego w Chorasanie.
Losy wojny domowej w znacznym stopniu zależały od przyciągnięcia do siebie tureckich emirów z ich oddziałami. Emirowie bezustannie przechodzili z jednej strony na drugą, nie chcąc wyraźnego zwycięstwa żadnej z nich, to oznaczałoby bowiem powrót silnej władzy, której sobie nie życzyli. To dlatego jakkolwiek druzgocącą klęskę mógł ponieść jeden z pretendentów do władzy był on w stanie nader szybko zebrać nowe siły. W czasie walk po śmierci Malekszaha na zachodnich rubieżach państwa powstały faktycznie niezależne państwa Seldżuków anatolijskich i syryjskich, zaś Palestyna i część Syrii stały się przedmiotem najazdu krzyżowców. Zaczęły również powstawać lokalne turkmeńskie dynastie, takie jak Artukidzi w Diyarbakırze, Szah-Armenidzi w Ahlacie, synowie Bursuka w Chuzestanie, zaś starsze dynastie, takie jak kurdyjscy Annazydzi czy arabscy Mazjadydzi, wzmocniły swoją pozycję. Zamęt w państwie Seldżukidów wykorzystali także nizaryci, którzy zajęli szereg twierdz na terenie Iranu, a także Iraku i Syrii. Po zdobyciu władzy przed Mohammadem stało zatem trudne zadanie odbudowy autorytetu władzy centralnej.
Tak samo jak jego poprzednicy Mohammad na wstępie swojego panowania musiał zmierzyć się najpierw z rywalami do tronu wywodzącymi się z jego własnego rodu. Jako pierwszy w roku 1105/1106 wystąpił przeciwko niemu Mengü-Bars, wnuk Alp Arslana (1063 – 1072), który podniósł bunt w Nahawandzie. Starał się on przeciągnąć na swoją stronę synów Bursuka, ale sułtan pochwycił go i uwięził. W następnym roku terytorium Mohammada zaatakował Kilidż Arslan (1092 – 1107), władca Seldżuków anatolijskich, który przybył do Mosulu na zaproszenie Zankiego, syna Dżikirmisza. Kilidż Arslan został pokonany w bitwie nad rzeką Chabur przez Dżawali Sakawę, dowódcę Mohammada, który połączył swoje siły z Ilghazim (1108 – 1122) i Ridwanem (1095 – 1113). Sam Kilidż Arslan utonął w rzece Chabur.
Rewolta Mengü-Barsa pozwoliła Mohammadowi na zamianę eght dzierżonych przez synów Bursuka w Chuzestanie na inne w regionie Dinawaru, prawdopodobnie w celu zmniejszenia koncentracji ich siły na południowym zachodzie. W roku 1106 dowódca Mohammada Maudud pokonał emira Dżawali Sakawę, który zainstalował się na pograniczu Farsu i Chuzestanu. Dżawali uzyskał jednak przebaczenie sułtana i został mianowany namiestnikiem Mosulu, który musiał odbić od zajmującego go Dżikirmisza. To walki z nim doprowadziły Dżawaliego do starcia z Kilidż Arslanem, opisanego powyżej, które pozwoliło mu ostatecznie zająć Mosul. W roku 1107 Mohammad poczuł się na tyle pewnie, że zdecydował się zaatakować najpotężniejszego ze swoich na wpół niezależnych wasali, Mazjadydę Sadakę (1086 – 1108), który został pokonany i zabity zimą 1107/1108 roku. Mohammad ustanowił dawnego dowódcę armii Mazjadydów namiestnikiem ich stolicy, Al-Hilli, zaś syn Sadaki, Dubajs (1108 – 1135), stał się zakładnikiem sułtana.
Swoją politykę wobec Syrii i krzyżowców Mohammad prowadził poprzez kolejnych namiestników Mosulu. Pierwszym z nich był wspomniany powyżej Dżawali Sakawa, który jednak po zajęciu miasta wypowiedział posłuszeństwo sułtanowi. Mohammad wysłał przeciwko niemu Maududa, który w 1109 zajął miasto. Dżawalemu udało się jednak ponownie ułożyć z sułtanem i został on namiestnikiem Farsu, na którym to stanowisku walczył skutecznie z Kurdami Szabankara aż do swojej śmierci w roku 1117. W roku 1109 krzyżowcy zdobyli Trypolis i ostatni władca dynastii Banu Ammar, Fachr al-Mulk Ibn Ammar (1099 – 1109), uszedł do Bagdadu, gdzie wzywał do podjęcia działań przeciwko chrześcijanom. W tej sytuacji Mohammad poczuł się zmuszony do ogłoszenia dżihadu i wysłał Maududa, który został kolejnym namiestnikiem Mosulu, przeciwko Edessie. Maududowi nie udało się jednak zdobyć miasta. Mohammad pozostawał w doskonałych stosunkach z kalifem Al-Mustahzirem (1094 – 1118), za którego w roku 1111 wyszła jego siostra, Chatun al-Isma. Uroczystość zaślubin zakłóciły jednak zamieszki w których ludność Bagdadu domagała się podjęcia kolejnych działań przeciwko krzyżowcom. Jeszcze w tym samym roku Maudud wyruszył zatem z kolejną wyprawą, która jednak zakończyła się fiaskiem z powodu braku współdziałania z nim muzułmańskich władców Aleppa i Damaszku. Ridwan wręcz zamknął przed Maududem bramy Aleppa. Podczas trzeciej wyprawy w roku 1113 Maudud został zamordowany przez nizarytów i natychmiast rozeszły się pogłoski, że atabeg Damaszku Tughtakin (1104 – 1128) był uwikłany w tę zbrodnię. Nowym namiestnikiem Mosulu został Ak Sunkur al-Bursuki, zaś w roku 1115 Mohammad wyekspediował do Syrii kolejną wyprawę, tym razem pod wodzą Bursuka, syna Bursuka. Ta spotkała się jednak z wrogością zarówno krzyżowców, jak i miejscowych władców muzułmańskich, takich jak Tughtakin i Ilghazi, i ostatecznie została wycięta w pień w bitwie pod Danis przez Rogera z Salerno. Był to "kres ingerencji Wielkich Seldżuków w sprawy Syrii". W roku 1116 sułtan uznał władzę Tughtakina w Damaszku by zachować chociaż pozory kontroli nad Syrią.
Mohammad musiał walczyć także z innym wyznaniowym wrogiem, a mianowicie nizarytami. Nizaryckie sukcesy i terror doprowadziły do powstania atmosfery zagrożenia i podejrzeń, która w rezultacie przyniosła represje w stosunku do prawdziwych lub rzekomych sympatyków heretyków, często ofiar zwykłych intryg. Należał do nich m.in. wezyr Mohammada Sad al-Molk, który oskarżony o sprzyjanie nizarytom w roku 1107 został stracony wraz z wieloma innymi urzędnikami. Pod wpływem burmistrza (rais) Isfahanu Abdallaha Chatibiego Mohammad wytępił licznych rzeczywistych bądź domniemanych zwolenników nizarytów wśród członków administracji sułtanatu i faworyzował Chorasańczyków, jako nieskażonych wpływami nizaryzmu, kosztem Irakijczyków, tj. ludzi wywodzących się z Iraku zarówno arabskiego, jak i perskiego. W roku 1107 seldżuckim wojskom udało się odbić z rąk nizarytów położoną w pobliżu Isfahanu twierdzę Szahdiz i zamek Chanlandżan, co wydatnie wzmocniło autorytet Mohammada. W roku 1111/1112 ekspedycja pod wodzą namiestnika Awadżu i Sawe Anusztigina Szirgira zdobyła szereg zamków w Dajlamie i rejonie Kazwinu. Jednakże trzykrotne próby zdobycia Alamutu, ostatnia podjęta przez Anusztigina w 1117 roku na krótko przed śmiercią sułtana, zakończyły się fiaskiem.
Mohammad zmarł w kwietniu 1118 r., przed śmiercią wyznaczając swoim następcą syna Mahmuda (1118 – 1131). Oprócz niego pozostawił po sobie jeszcze czterech innych synów, Masuda (1135 – 1152), Toghrila (1132 – 1134), Solejman-szaha (1159 – 1161) i Seldżuk-szaha, którzy w różnych okresach sprawowali władzę nad różnymi częściami seldżuckiego dominium lub przynajmniej do niej pretendowali. Współczesne Mohammadowi źródła sunnickie są dla niego nader przychylne, chwaląc go za jego oddanie sunnizmowi i walkę z nizarytami. W istocie Mohammadowi udało się skonsolidować swoją władzę w centralnych prowincjach państwa po okresie bezustannych wojen i "był on ostatnim z Wielkich Seldżuków, który dzierżył rzeczywiście niekwestionowaną władzę w zachodnim Iranie i Iraku".